# Россиус, Ирина Александровна
Ирина Александровна Ро́ссиус (род. 22 октября 1978, Москва) — российская журналистка и телеведущая, модератор дискуссии.

## Биография
Родилась 22 октября 1978 года в Москве.
В 2001 году окончила Государственный университет управления по специальности «экономист».
В 2012 году окончила Российскую академию народного хозяйства и государственной службы по специальности «Политолог — преподаватель политологии» (квалификация «связи с общественностью»).

### Профессиональная деятельность
С января 2004 года основная профессиональная деятельность связана с телевидением. В этом году поступила на канал РБК, где работала журналистом и обозревателем программ «Капитал», «В фокусе» и «Рынки».
С января 2005 года также была ведущей экономической рубрики Русской службы новостей.
В 2006 году перешла на только что запущенный телеканал «Вести», где работала в качестве журналиста и ведущей сначала экономических новостей, а затем информационных программ. В январе 2010 года канал сменил название на «Россия-24». На этом канале проработала до сентября 2012 года, после чего перешла в МЧС России на должность пресс-секретаря главы ведомства. В 2014 году ушла из МЧС и вернулась к своей прежней работе на «России-24» на один сезон 2014—2015.
Осенью 2015 года, с начала нового телевизионного сезона, была переведена на канал «Россия-1» и утверждена в качестве ведущей 20-часовых выпусков программы «Вести» (в паре с Эрнестом Мацкявичюсом). С мая 2016 года ведёт дневные выпуски «Вестей» на канале «Россия-1».

### Общественная деятельность
Участник форумов и круглых столов, посвященных экономическим и политическим вопросам. Была модератором пленарного заседания юбилейного V Санкт-Петербургского международного культурного форума.
Ведущая церемонии награждения «День учителя — 2016» в Кремле.

## Политические взгляды
С самого начала журналистской карьеры открыто поддерживала курс властей: «При Путине закончила ГУУ — экономический факультет. В 2004, когда Владимир Путин был переизбран на второй срок, стала работать в РБК. Именно тогда мне стало очень многое понятно про мировую экономику, про распределение сфер влияния и про то, как Россия становилась c каждым годом все сильнее, пытаясь избавиться от клише „сырьевая страна“».

## Семья
Отец — Александр Павлович Россиус, родился в Монголии в 1956 году в семье поволжских немцев.
Мать — Галина Анатольевна Россиус (в девичестве Иванова), русская, родилась в Москве в 1955 году, окончила МГТУ им. Баумана.

### Личная жизнь
Замужем, имеет сына Константина. В свободное от работы время любит путешествовать, посещать театральные премьеры, занимается теннисом и плаванием.

## Санкции
15 января 2023 года, из-за вторжения России на Украину, внесена в санкционный список Украины, предполагается блокировка активов на территории страны, приостановка выполнения экономических и финансовых обязательств, прекращение культурных обменов и сотрудничества, лишение украинских госнаград.

## Разное
- В 2008 году снималась в рекламе в роли телекорреспондента[10]. Также снялась в роли ведущей новостей в фильме 2017 года «Притяжение» (режиссёр Фёдор Бондарчук)[12][13].
- Награждена знаком отличия «За заслуги» Главного управления научно-исследовательской деятельности и технологического сопровождения передовых технологий (инновационных исследований) Минобороны России[14].

### Комментарии
1. ↑  По состоянию на декабрь 2018 года ведёт на одной неделе выпуски «Вестей» с понедельника по пятницу в 09:00 и 11:00, в субботу и воскресенье в 11:00, на другой неделе отсутствует в эфире.